# 오시은
오시은(1986년 12월 23일 ~ )은 대한민국의 배우, 레이싱모델이다.

## 경력
- 2010년 잡지 모터바이크 모델
- 2011년 잡지 모터바이크 모델
- 2013년 잡지 강아 GZ모델

## 드라마
- 2009년 MBC 월화드라마 《선덕여왕》
- 2009년 KBS2 수목드라마 《파트너》
- 2009년 KBS2 주말연속극 《수상한 삼형제》
- 2009년 ~ 2010년 OCN 드라마 《조선추리활극 정약용》

## 수상
- 2013년 오션월드 비키니 코리아 미스 키스유상

## 영화
- 2010년 부당거래
- 2015년 차이나타운
- 2015년 나의 절친 악당들
- 2015년 란제리살인사건
- 2015년 음란한 가족